# Madison (Nebraska)
Madison é uma cidade localizada no estado americano de Nebraska, no Condado de Madison.

## Demografia
Segundo o censo americano de 2000, a sua população era de 2367 habitantes.
Em 2006, foi estimada uma população de 2287, um decréscimo de 80 (-3.4%).

## Geografia
De acordo com o United States Census Bureau, a localidade tem uma área de 3,0 km², sem área coberta por água. Madison localiza-se a aproximadamente 209 m acima do nível do mar.

## Localidades na vizinhança
O diagrama seguinte representa as localidades num raio de 24 km ao redor de Madison.